# Klausbernd Vollmar
Klausbernd Vollmar (* 22. November 1946 in Remscheid) ist ein deutscher Psychologe, esoterischer Autor und angeblich Traumspezialist.

## Leben
Vollmar studierte Germanistik/Nordistik, Linguistik, Philosophie und Geowissenschaften an der Ruhr-Universität Bochum und der McGill University in Montréal. Nach seinem Examen erhielt er ein Forschungsstipendium des Canada Council. Er arbeitete als Kulturredakteur der Montrealer Nachrichten und war beratender Regisseur am internationalen Theater in Montreal. Zuvor arbeitete er als Lektor des Goethe-Instituts in Finnland.
Während seines Zweitstudiums der Psychologie und Orientalistik an der Ruhr-Universität Bochum war er Schüler von Olga von Ungern-Sternberg und dem Schamanen Black Horse Chavers (Institut Dies, Utrecht). Nach einem längeren Aufenthalt bei der Findhorn Foundation (Findhorngemeinde) in den 1980er Jahren und ausgedehnten Reisen durch Asien, über die er in seinem Roman Wasserberg berichtete, schloss sich eine aktive Mitarbeit in einer englischen Gurdjieff-Gruppe an. Ebenfalls in den 1980er Jahren erfolgten Veröffentlichungen in der literarischen Alternativzeitschrift Ulcus Molle Info.

## Leistungen
Seit Beginn der 1980er Jahre lehrte Vollmar bewusstseinserweiternde und konzentrative Techniken in der interdisziplinären Arbeitsgruppe am Lehrstuhl für Physiologie von Walther Niesel. Im IAG-Institut war er unter anderem im Bereich der Krisenintervention – spezialisiert auf dem Umgang mit Eifersucht – bis Anfang 1984 tätig. Zwischen 1983 und 1985 folgten wieder längere Aufenthalte in Findhorn, wo er im Auftrag der Findhorn Foundation den Findhorn-Verlag aufbaute und leitete.
Seit Ende der 1980er Jahre lebt Vollmar an der englischen Küste in Cley next the Sea/Norfolk sowie in Köln und hält Seminare in Kleingruppen über die kreative Arbeit mit Träumen, Persönlichkeitsentwicklung und Förderung des kreativen Potenzials. Vollmar schreibt Sachbücher und hält Vorträge hauptsächlich zum Thema Traum und Farbsymbolik. 2004–2006 nahm er an der Expertenrunde des RBB-Radio teil, seine Arbeit wurde in mehreren überregionalen Zeitungen und Zeitschriften vorgestellt und veröffentlicht.

### Traum und Symbolik
Von den spirituellen Schulungen ausgehend, entwickelte Vollmar ein Modell der dynamischen Entwicklung der Persönlichkeit, das auf der Traumdeutung und der modernen Kommunikationstheorie aufbaut. Eine der Grundüberzeugungen des Autors, dass sinnvolle und erfolgreiche Entscheidungs- und Verständnisprozesse als ein Oszillieren zwischen dem weiblichen (Intuition, Synthese) und dem männlichen (Logik, Analyse) Archetyp zu verstehen sind, bildete sich in dieser Zeit heraus und führte zu zahlreichen Buchveröffentlichungen, Radio- und Fernsehsendungen. Hinzu kam eine intensive Beschäftigung mit kreativen Prozessen und speziell dem Einsatz von Träumen bei der Entwicklung von neuen Ideen und bei Problemlösungen. Auch hierzu liegen Buchveröffentlichungen vor. Drei Jahre wirkte Klausbernd Vollmar als Chefredakteur der Zeitschrift Hologramm im Verlag Bruno Martin. Ferner arbeitete er zusammen mit der Fotografin Roswitha Mecke und Martin Haeusler in der esoterischen Buchhandlung „Licht und Schatten“ in Köln.
In den 1990er Jahren gründete er die Traumbüros in Deutschland, die im Bereich der persönlichen sowie telefonischen Traumberatung aktiv waren und Traumberater ausbildeten. Später entstand daraus in einer Zusammenarbeit mit dem Psychologen Konrad Lenz TraumOnline und die Entwicklung einer Traumsoftware. Der Schwerpunkt seiner Arbeit bildet die Idee, dass der Traum ein erstaunliches Kreativitätspotential bereitstellt, das für die Zukunft des Träumers produktiv zu nutzen ist. In Vortrags- und Kurstätigkeit in Deutschland, Schweiz, Österreich, England, Ungarn und Liechtenstein präsentiert er seine Ideen. Vollmar arbeitet mit den Verlagen Königsfurt-Urania, dem Heinrich Hugendubel, dem Rowohlt Verlag und dem Goldmann Verlag zusammen.

## Farbe und Kreativität
Vollmar arbeitet verstärkt seit 2007 über die Symbolgeschichte und die Wirkung von Farben.
Er geht dabei von Überlegungen der Bauhauslehrer Kandinsky, Klee und Itten aus, die er für die heutige Zeit weiter entwickelte. In seinen Interviews in 2008 in der Süddeutschen Zeitung und anderen deutschen Zeitschriften stand das Thema Farbe in Mode und der Selbstdarstellung im Vordergrund. Der Frage, wie man durch die Farbe seiner Kleidung wirkt und was man durch sie bewirken kann und wie farbliche Umgebungen einem am Arbeitsplatz und zu Hause beeinflussen, geht Vollmar in seinen Veröffentlichungen nach. Ebenfalls 2008 veröffentlichte Vollmar das erste deutsche Lexikon zu allen Begriffen aus der Welt der Farben „Die faszinierende Welt der Farben – Ein Glossar von A – Z“ (ars momentum Kunstverlag).

## Schriften
Thema Traum & Symbolik
- Quickfinder Traumdeutung, mit Konrad Lenz, Gräfe und Unzer Verlag, München 2008, ISBN 978-3-8338-0759-6
- Traumdeutung – Der große GU-Kompass, mit Konrad Lenz, Gräfe und Unzer Verlag, ISBN 3-7742-5698-5, 8. Auflage 2008
- Besser schlafen – besser träumen, Königsfurt Verlag, ISBN 978-3-89875-195-7
- Das Buch der Traumdeutung, Heyne Taschenbuch, ISBN 3-453-70051-1
- Kurs in Traumdeutung – Professionell Träume deuten Schritt für Schritt, zusammen mit Konrad Lenz, Königsfurt Verlag, ISBN 978-3-89875-126-1
- Das Buch der Traumdeutung, Königsfurt Verlag, ISBN 3-89875-110-4
- Klausbernd Vollmars Welt der Symbole – Lexikon, Königsfurt Verlag, ISBN 978-3-89875-087-5, auch als: Symbole von A-Z, Moewig Verlag, ISBN 3-8118-1028-6
- Die Weisheit der Träume – Symbolsprache verstehen, nutzen, Heyne Verlag, ISBN 3-453-70004-X
- Das Arbeitsbuch zur Traumdeutung, Iris Bücher/Schors, Amsterdam, ISBN 90-76274-28-2
- Traumdeutung – Personen; Methoden und Begriffe von A–Z, Königsfurt Verlag, ISBN 978-3-89875-125-4
- Kurs in Traumdeutung – Professionell Träume deuten Schritt für Schritt, mit Konrad Lenz, Königsfurt Verlag, ISBN 978-3-89875-126-1
- Die Weisheit der Träume – Symbolsprache verstehen, nutzen, Heyne Verlag, ISBN 3-453-70004-X
- Träume als Wegzeichen auf der Reise des Lebens – Eine praktische Einführung in die Welt der Traumsymbole, Iris Bücher/Schors, Amsterdam, ISBN 90-76274-57-6
- Helfende Träume – Mit Träumen Probleme lösen und Beziehungen beleben, Iris Bücher/Schors, Amsterdam, ISBN 90-76274-47-9
- Sich erfolgreich träumen – Die Dream-creativity-Methode, Königsfurt Verlag, ISBN 3-933939-07-0
- Traum und Traumdeutung erleben und verstehen, Königsfurt Verlag, ISBN 3-933939-01-1
- Handbuch der Traumsymbole, Königsfurt Verlag, ISBN 978-3-89875-155-1 (mit CD-ROM) – seit 2005 als erweiterte Sonderausgabe; Heyne Verlag. ISBN 978-3-453-70065-9; Königsfurt-Urania Verlag, ISBN 978-3-89875-201-5.
- Ratgeber Traum, Königsfurt Verlag, ISBN 3-927808-76-8
- Wahre Träume, zusammen mit Heidemarie Eibl, Königsfurt Verlag, ISBN 3-927808-54-7
- Träume – erinnern und richtig deuten, Gräfe & Unzer Verlag
- DreamPower – Handbuch für Träumer, Simon & Leutner Verlag

Thema Farbe & Kreativität
- Die Magie der Farben erleben und anwenden, Königsfurt-Urania Verlag, 2010, ISBN 978-3-86826-110-3
- Das große Handbuch der Farben, Königsfurt Verlag, ISBN 3-89875-165-1
- Die faszinierende Welt der Farben – Ein Glossar von A – Z, ars momentum Kunstverlag, ISBN 978-3-938193-41-9
- Das kleine Buch der Farben, Königsfurt-Urania Verlag, 2008, ISBN 978-3-89875-196-4
- Die Sprache und die Macht der Farbe, ars momentum Kunstverlag, Witten 2007, ISBN 978-3-938193-34-1
- Das Malbuch zur Welt der Farben, Königsfurt-Urania Verlag, 2008, ISBN 978-3-86826-107-3
- Das Geheimnis der Farbe Schwarz, Fischer Media/Bern Verlag
- Das Geheimnis der Farbe Weiß, Fischer Media/Bern Verlag
- Farben, Gräfe & Unzer Verlag
- Das Geheimnis der Farbe Rot, Bauer Verlag
- Schwarz-Weiß, Goldmann Verlag
- Sprungbrett zur Kreativität, Integral, & Heyne, ISBN 978-3-453-70043-7

Thema Chakren
- Das Arbeitsbuch zu den Chakras, Iris Bücher/Schors, Amsterdam, ISBN 90-76274-48-7
- Sieben Kräfte hat das Ich, Integral Verlag
- Chakren-Arbeit, Goldmann Verlag
- Chakren, Gräfe & Unzer Verlag
- Fahrplan durch die Chakren; Rowohlt, Reinbek

Thema Enneagramm
- Das Arbeitsbuch zum Enneagramm, Neue Erde Verlag, ISBN 978-90-76274-58-4
- Das Enneagramm der Liebe, Iris Bücher/Schors, Amsterdam, ISBN 90-76274-38-X
- Das Enneagramm – Der kosmische Schlüssel zur Selbsterkenntnis (J. Kamphausen, Bielefeld, Faltkarte)
- Das Enneagramm; Goldmann Verlag

Andere Themen
- Sich vertragen mit dem Liebesvertrag; Heyne, 2003
- Glückliche Partnerschaften mit dem Liebesvertrag. Wie Sie Ihr Beziehungsleben fröhlicher, kreativer und leichter gestalten, Neue Erde Verlag, ISBN 978-90-6361-028-9
- Magisch Reisen: England; Goldmann Verlag
- Autogenes Training mit Kindern, Gräfe & Unzer Verlag
- Wo die Angst ist, geht`s lang, Jacobsohn-Verlag, Berlin 1977
- Landkommunen in Amerika, Jacobsohn-Verlag, Berlin 1976

Vollmar in Sammelausgaben
- Traumbetrachtungen; in: R. Dahlke: Das große Buch der ganzheitlichen Theraupien, Integral, München 2007, S. 479–487.
- Fühl´ Dich gut, Gräfe & Unzer Verlag, 1998, dort Farben S. 123–140, Chakren S. 141–154
- Diane von Weltzien (Hg.): Das große Buch der Energiearbeit, Goldmann Verlag